# سسک خالدار
سسک خالدار (نام علمی: Pyrrholaemus sagittatus) گونه‌ای از پرندگان از تیرهٔ چکاوک اقیانوسیه (Acanthizidae) است که بومی شرق استرالیا است. زیستگاه طبیعی آن جنگل‌های معتدل است.